# Francesco II Acciaioli
Francesco II Acciaioli, född okänt år, död 1460, var monark i den grekiska korsfararstaten hertigdömet Aten från 1455 till 1458. Han var son till hertig Antonio II Acciaioli av Aten och Maria Zorzi: hans far efterträddes av hans farbror, Nerio II Acciaioli. Han var gift med Maria Asasina och hade två söner och en dotter. 
År 1454 avsattes hans kusin, den omyndige Francesco I Acciaioli, sedan hans mor och regent Chiara Zorzi hade avsatts av sultanen på oppositionens begäran sedan hon hade gift sig med Bartolomeo Contarini, och Francesco II insattes då som ersättare av sultanen som turkisk marionett. Han lät mörda Chiara Zorzi, vilket gjorde att Bartolomeo Contarini vädjade till slutanen om rättvisa. I juli 1458 invaderades hertigdömet av turkarna, som belägrade Akropolis i Aten fram till augusti innan Francesco II kapitulerade. Hertigdömet Aten avskaffades och blev en del av ottomanska riket. Francesco II fick bli sultanens vasall i Tebe. År 1460 försökte han ta makten i Aten och blev då avrättad. Hans dotter spärrades in i ett harem och hans söner blev janitsjarer.